# Áurea Rubio Villanueva
Áurea Rubio Villanueva (Herrera de Pisuerga, 14 de julio de 1895-México, 1979) fue una matrona y funcionaria de prisiones española represaliada tras la guerra civil española.

## Trayectoria
Era hija de Áurea Villanueva González y del abogado Jesús Rubio Coloma. Tenía el título de maestra de primera enseñanza que revalidó en junio de 1913. Realizó los dos cursos de la carrera de matrona en el año académico 1924-25, pero para realizarlos necesitó la autorización de su marido Manuel de Lara Gil. Tenía también el certificado de puericultora.
En 1931 se constituyó la Agrupación de Matronas de Sociedades. Su primera presidenta fue Purificación de la Aldea. En ese momento eran 116 socias. Era una organización afín a la Unión General de Trabajadores (UGT) que tenía su sede en la Casa del Pueblo. En un artículo de opinión escrito en junio de 1931 comentó la importancia de la educación para las mujeres.
Fue la directora de la revista Matronas. Revista técnica profesional UGT. En un artículo que apareció en su número 1 habló sobre lo que debía hacer una matrona, entre sus labores se incluían la vigilancia y asistencia del parto y un mínimo de seis visitas postparto.
Al inaugurarse la prisión de Ventas, Rubio Villanueva se presentó al concurso público en el que las aspirantes eran mujeres de entre veintisiete y cuarenta y cinco años. Al aprobar realizó un cursillo especial de conocimientos penitenciarios en la Escuela de Criminología dirigido por Jiménez de Asúa. En septiembre de 1932 fue la primera firmante de una instancia presentada por las funcionarias solicitando que fuese sustituida la denominación "Auxiliar" por la de "Oficial" para igualarse a sus equivalentes masculinos.
En 1935 figura como Oficial de la Sección Femenina Auxiliar del Cuerpo de Prisiones de la cárcel de Ventas. Permutó su plaza original en Madrid por otra en Valencia con Dolores Freixa Batlle. En mayo de 1936 realizó la petición de ser nombrada comadrona en la prisión de mujeres de Valencia.
Al acabar la guerra civil fue depurada. En su expediente declaró que estuvo trabajando como enfermera en el Sanatorio Antituberculoso de Porta Coeli y después en el Hospital de Refugiados de Valencia, donde la nombraron enfermera jefe. Trabajó luego en dos maternidades especializadas en asistencia a refugiadas, Fuente-Podrida (Valencia) y Vélez Rubio, antes de volver a Alacuás y Valencia.
Fue separada definitivamente del servicio, a propuesta del instructor, con fecha 27 de julio de 1939 (BOE 2 de agosto de 1939). Fue encarcelada y condenada a seis años y un día de prisión. Emigró a México donde falleció en 1979.